# Steve Heffernan
Steve Heffernan (* 24. Oktober 1952 in London) ist ein ehemaliger britischer Radrennfahrer und nationaler Meister im Radsport.

## Sportliche Laufbahn
Heffernan war im Straßenradsport und im Bahnradsport aktiv. 1970 gewann er die britische Meisterschaft im Straßenrennen der Junioren. Mit dem Erfolg im Rennen Folkestone–London 1971 gewann er eines der traditionsreichen Eintagesrennen in Großbritannien. 1972 konnte er seinen Erfolg wiederholen. Im Bahnradsport gewann er 1972 die White Hope Sprint Trophy, das wichtigste Sprintturnier für Nachwuchsfahrer. Bei den nationalen Bahnmeisterschaften wurde er Dritter im 1000-Meter-Zeitfahren hinter dem Sieger Mick Bennett. 1974 gehörte er zur britischen Mannschaft bei den Commonwealth Games. Er gewann das Rennen über 10 Meilen auf der Bahn vor Murray Hall.
Auf der Straße siegte er im Lincoln Grand Prix und auf einer Etappe des britischen Milk Race. 1975 wurde er Meister in der Einerverfolgung. Diesen Titel verteidigte er 1976 und gewann zudem das Championat im Zweier-Mannschaftsfahren mit Paul Medhurst als Partner. Auch den Titel in der Mannschaftsverfolgung konnte er sich sichern.
Von 1977 bis 1981 war er als Berufsfahrer aktiv. In seiner ersten Saison als Profi holte er 1977 den Titel in der Einerverfolgung. Beim Sieg von Gregor Braun bei den UCI-Bahn-Weltmeisterschaften gewann er Bronze in der Einerverfolgung. 1978 wurde er erneut Verfolgungsmeister. 1980 wurde er Vize-Meister im Omnium hinter Ian Hallam, ebenso 1981. Weitere Erfolge blieben aus, er beendete Ende 1981 seine Laufbahn.